# Mayli Raúl Consuegra
Mayli Raúl Consuegra Panfe (ur. 22 sierpnia 1983) – kubański zapaśnik walczący w stylu klasycznym. Trzykrotny uczestnik mistrzostw świata, czternasty w 2009. Cztery złota mistrzostw panamerykańskich. Triumfator igrzysk Ameryki Środkowej i Karaibów w 2006. Drugi w Pucharze Świata w 2010 roku.